# Ola Anderson
Ola Anderson, född 12 november 1859 i Lackalänga socken, Skåne, död 3 oktober 1934 i Ramlösa i Helsingborg i Skåne, var en svensk arkitekt.

## Biografi
Anderson var yngste son till snickaren Anders Persson och dennes hustru Agda Jönsdotter. Han utbildade sig vid Tekniska elementarskolan i Malmö 1874–1877, praktiserade som murarelev och byggnadsritare några år efter skolgången och tjänstgjorde sedan vid W. Martens arkitektkontor i Berlin 1882–1886. Därefter återvände han till Sverige och Skåne, där han i det snabbt växande Helsingborg kom att arbeta med den uppväxande stenstaden. Han kom att tillbringa resten av sitt liv i denna stad och var verksam som arkitekt fram till 1933, året innan han dog.
Anderson avlade aldrig arkitektexamen, men har ritat ett stort antal byggnader, vars stilarter sträcker sig från 1880-talets nyrenässans till 1920-talets nyklassicism. Han påverkades mycket av tiden i Berlin och hans byggnader är influerade av en storstadsmässig känsla.

## Bildgalleri

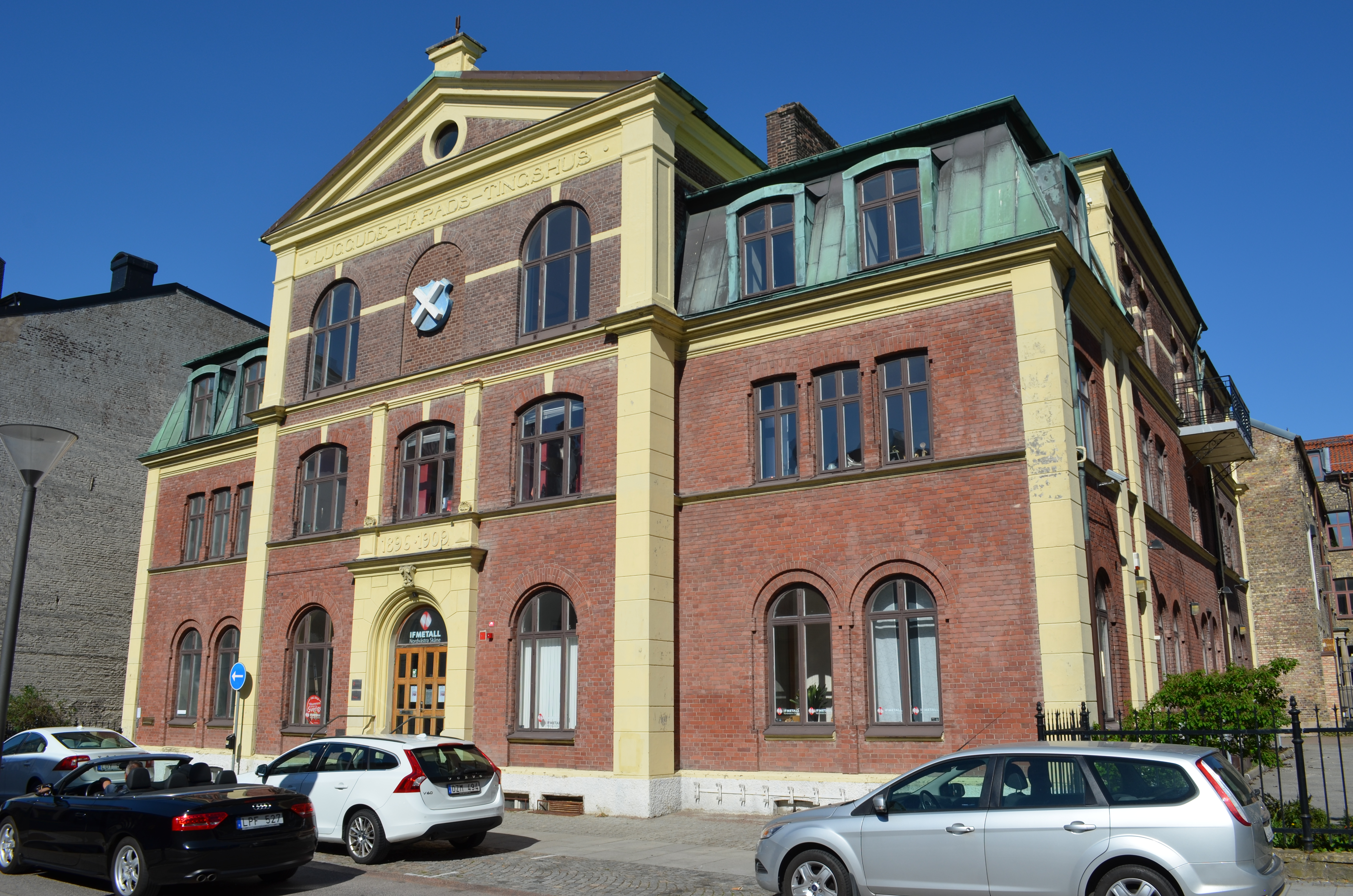
Luggude härads tingshus, Helsingborg (1896).
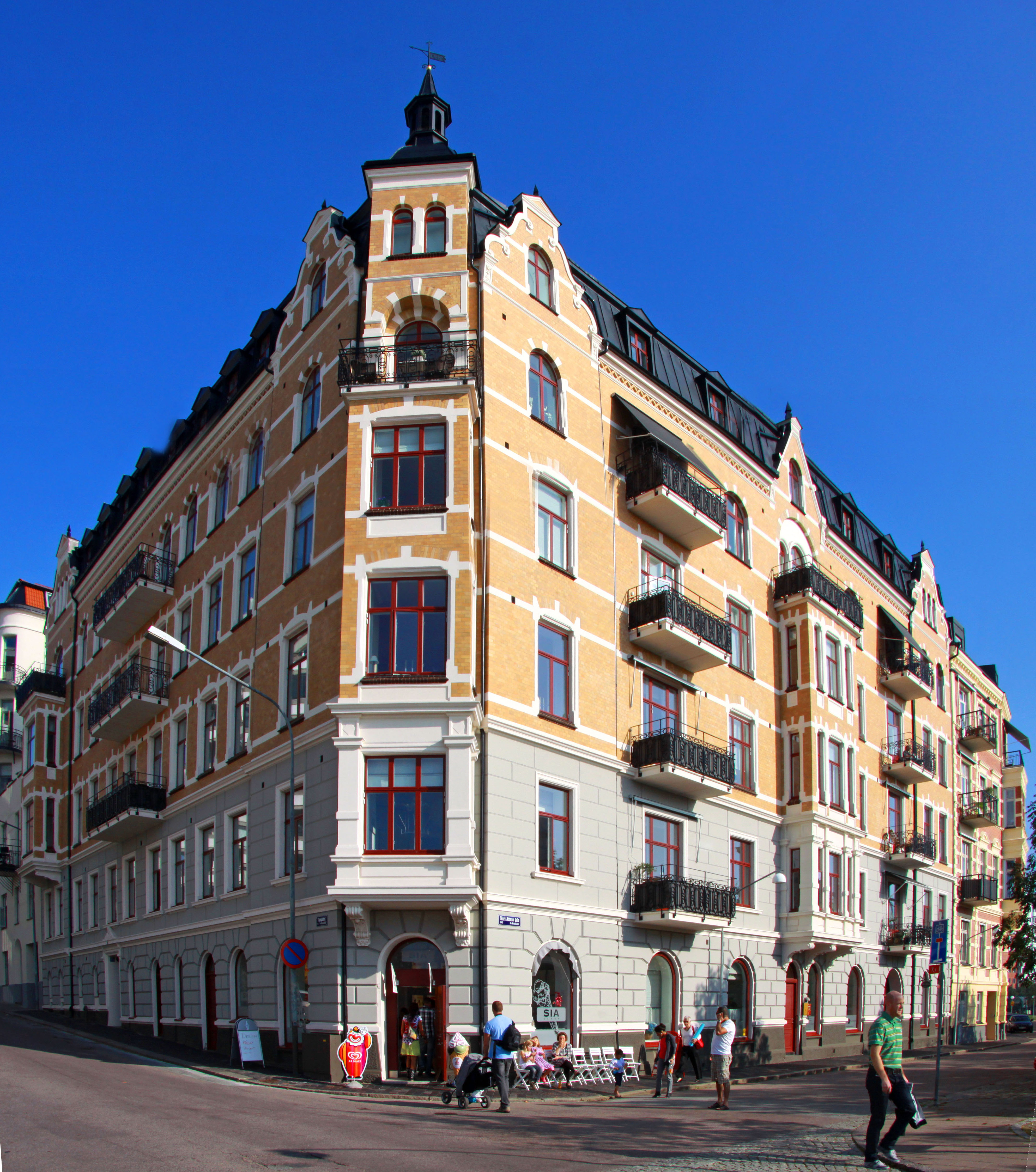
Karl Johans gata 10, Helsingborg (1898).
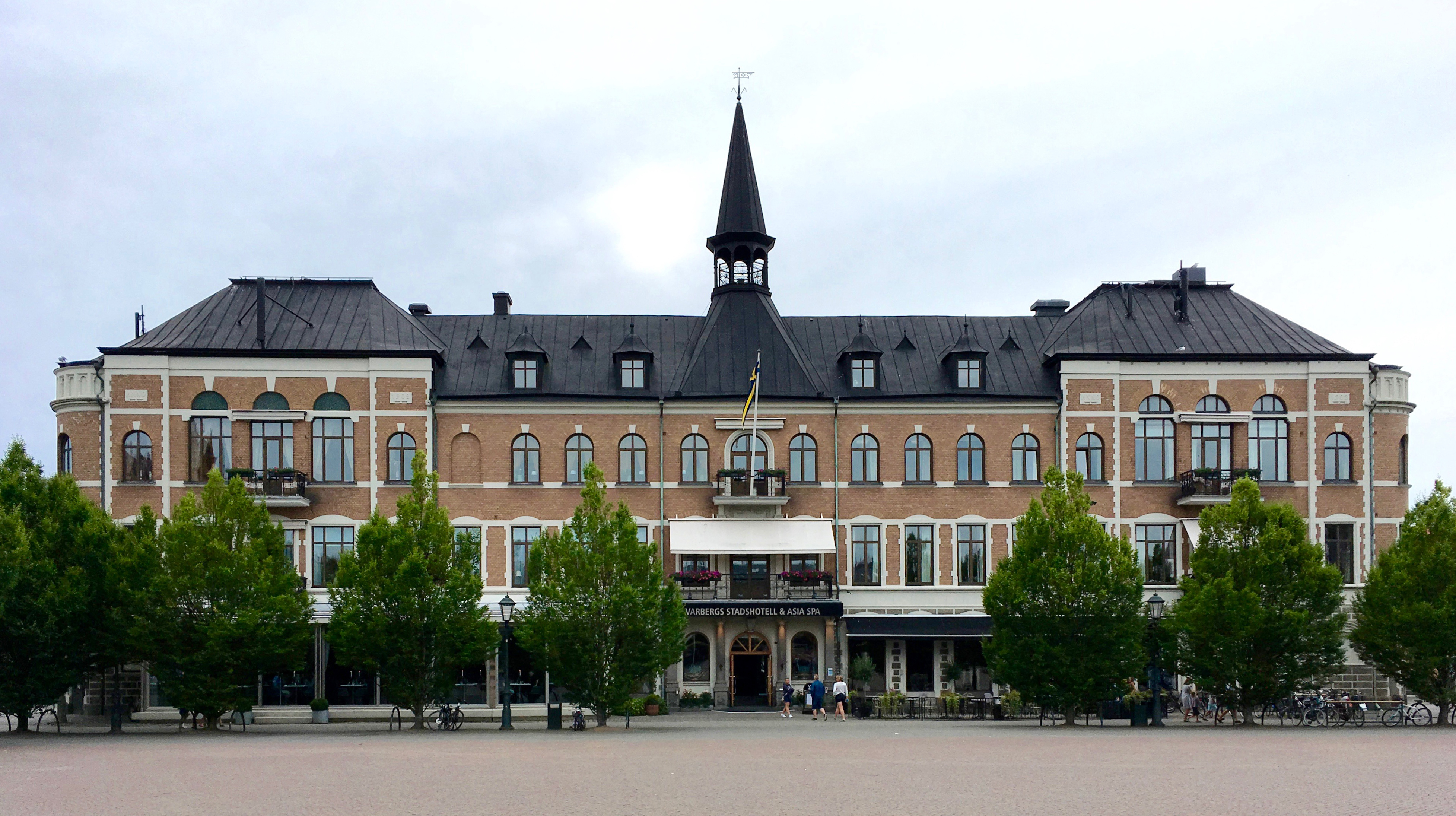
Varbergs stadshotell (1902).
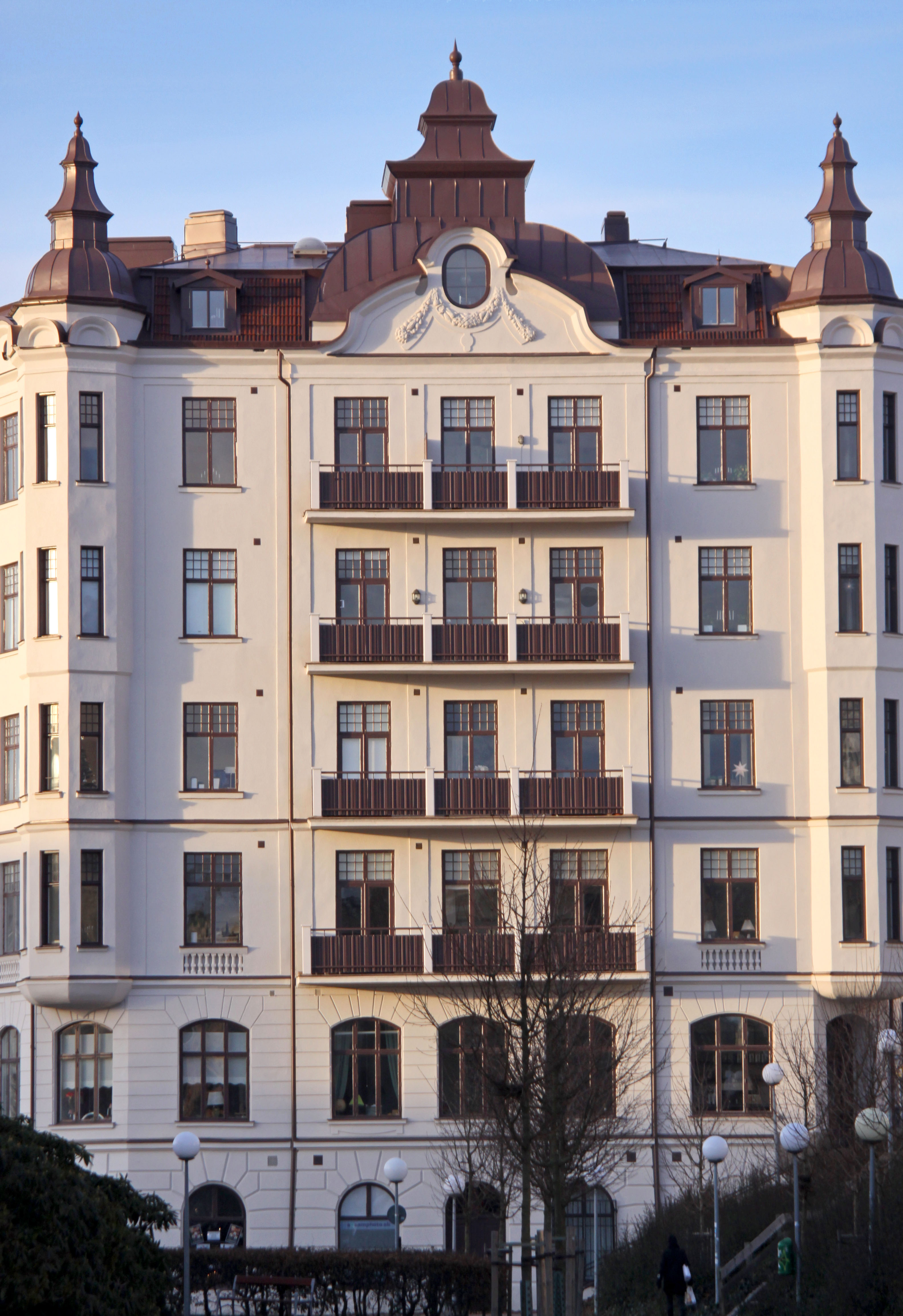
Drottninggatan 27, Helsingborg (1905).
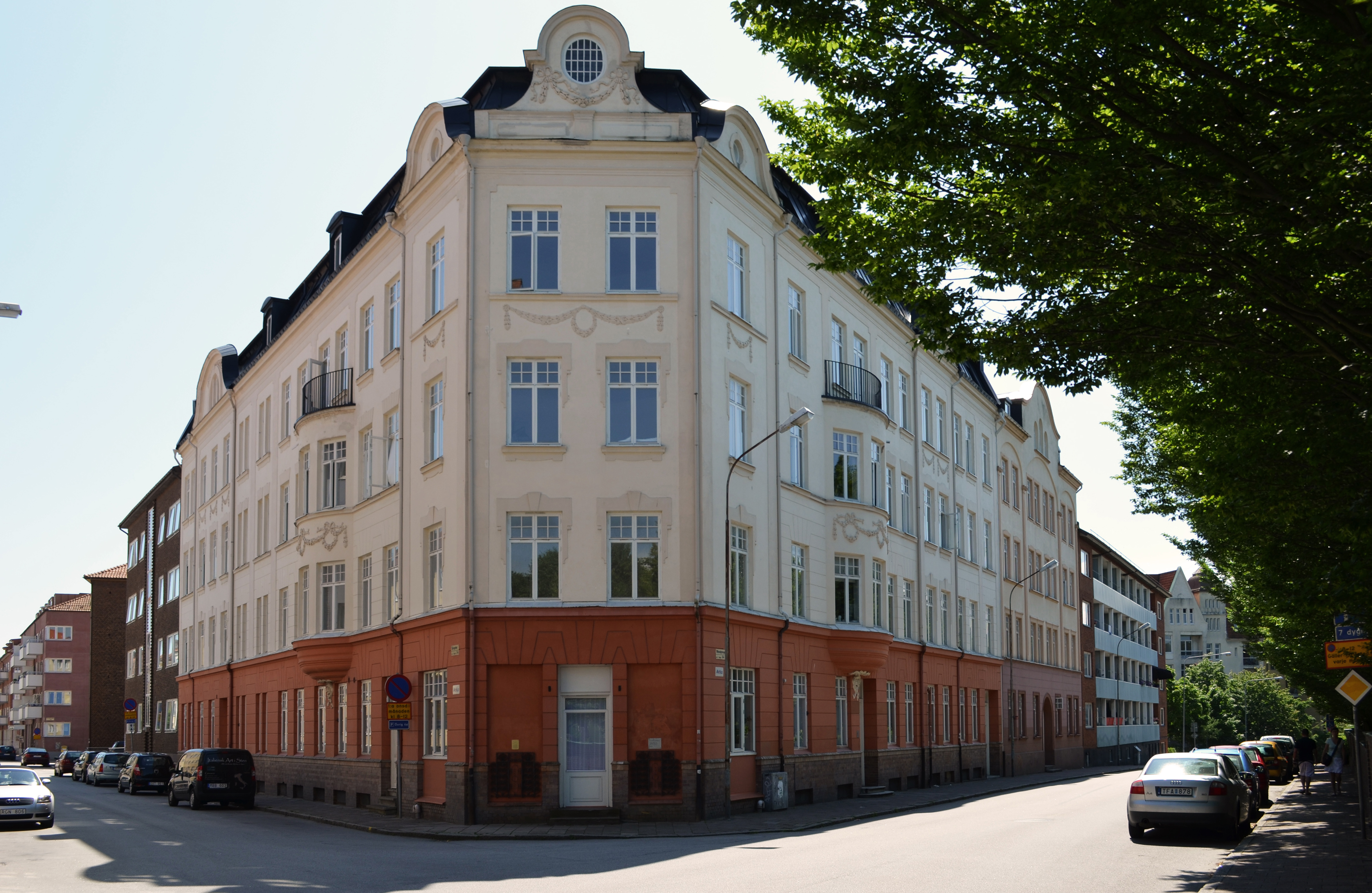
Wieselgrensgatan 8, Helsingborg (1905).
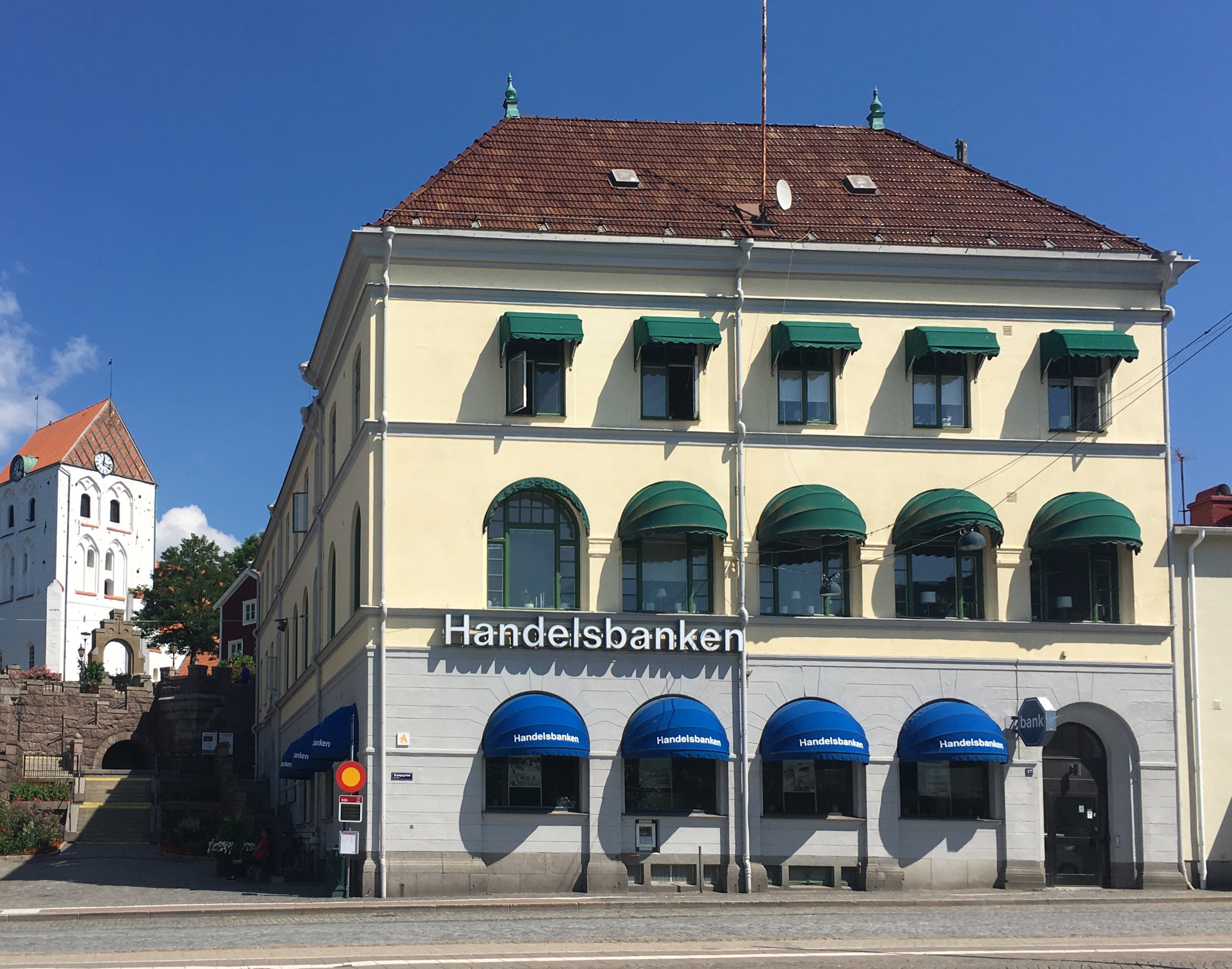
Bankaktiebolaget Södra Sverige, numera Handelsbanken, Ronneby (1909).
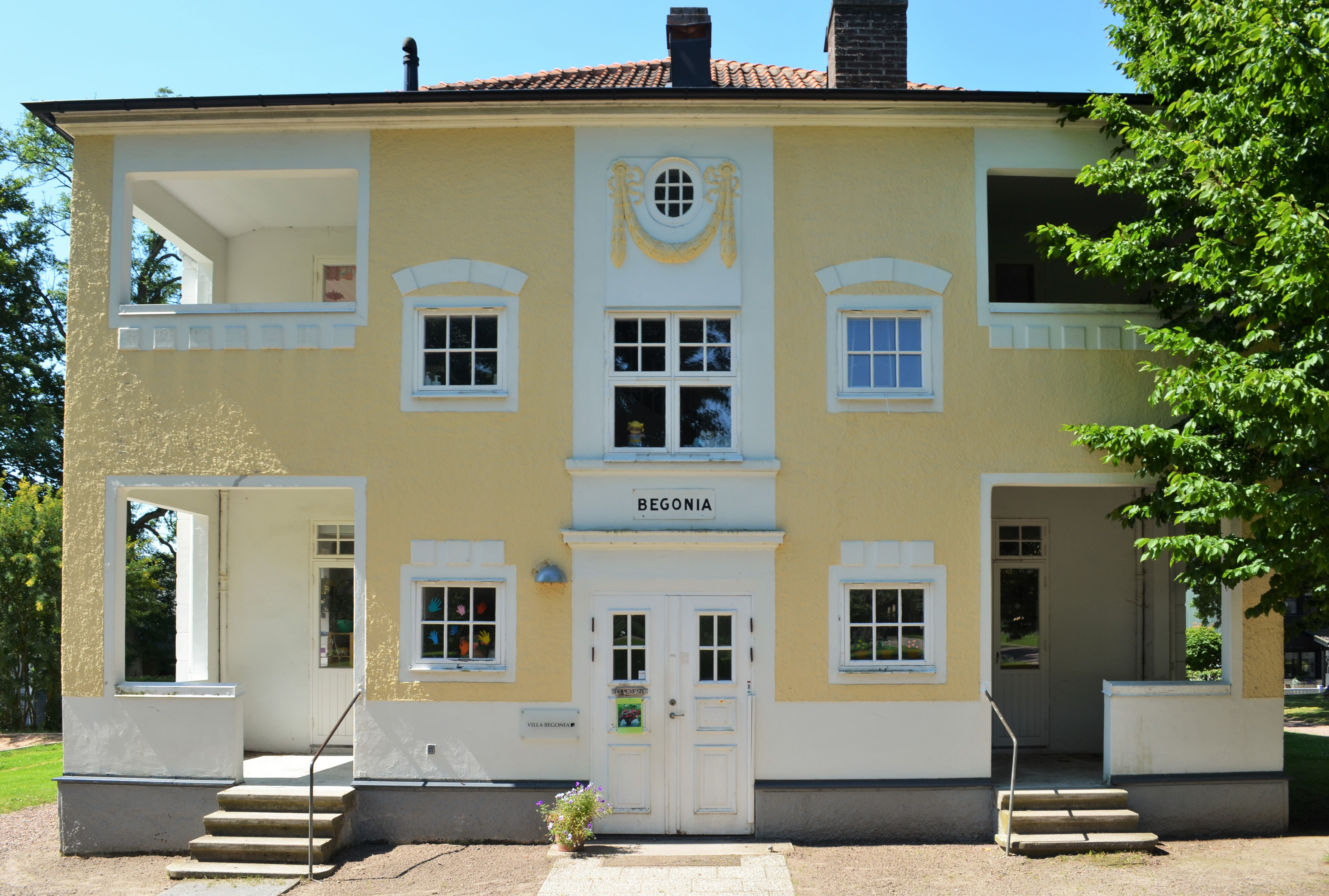
Villa Begonia, Ramlösa hälsobrunn (1913).
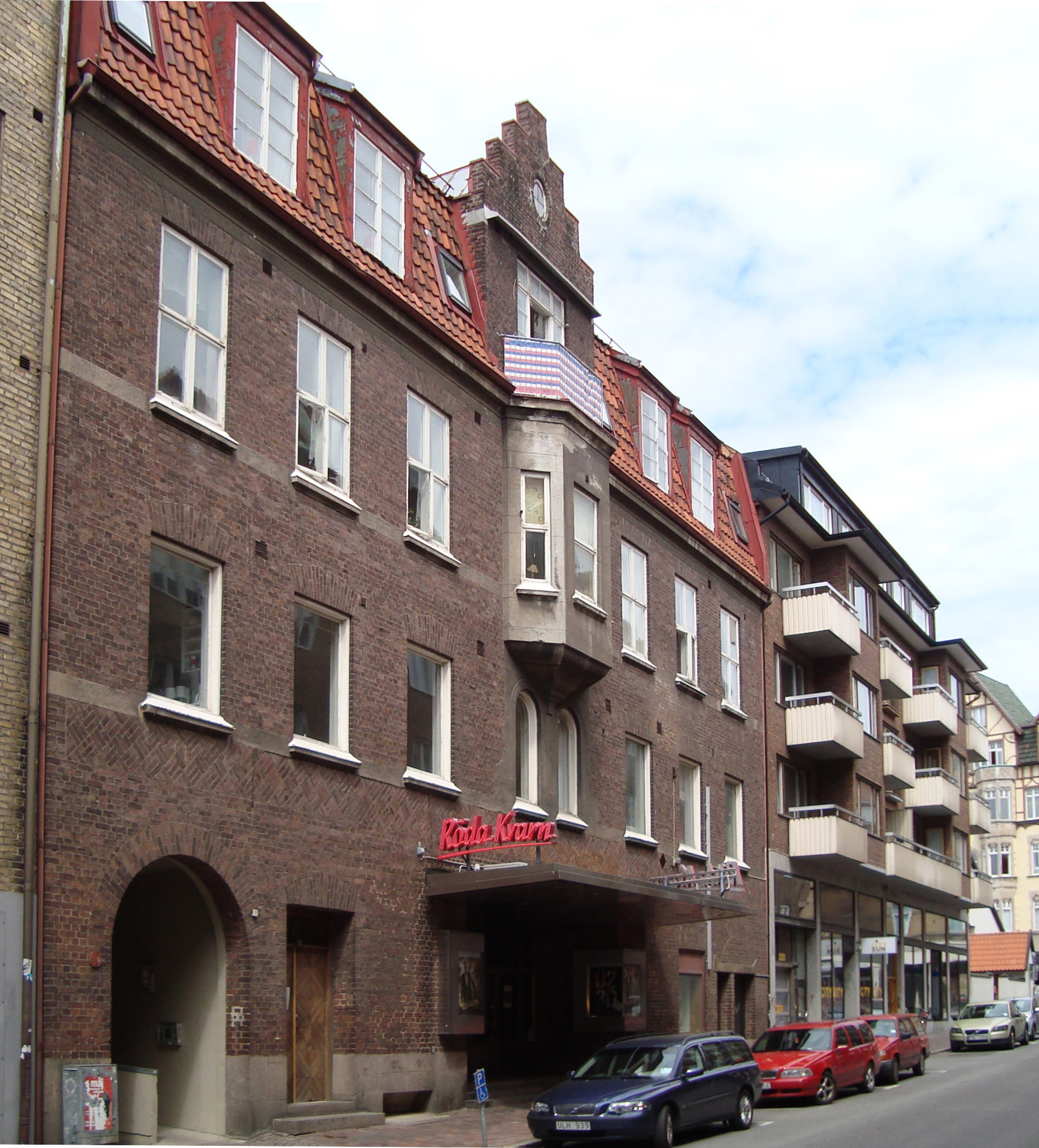
Röda kvarn, Helsingborg (1918).
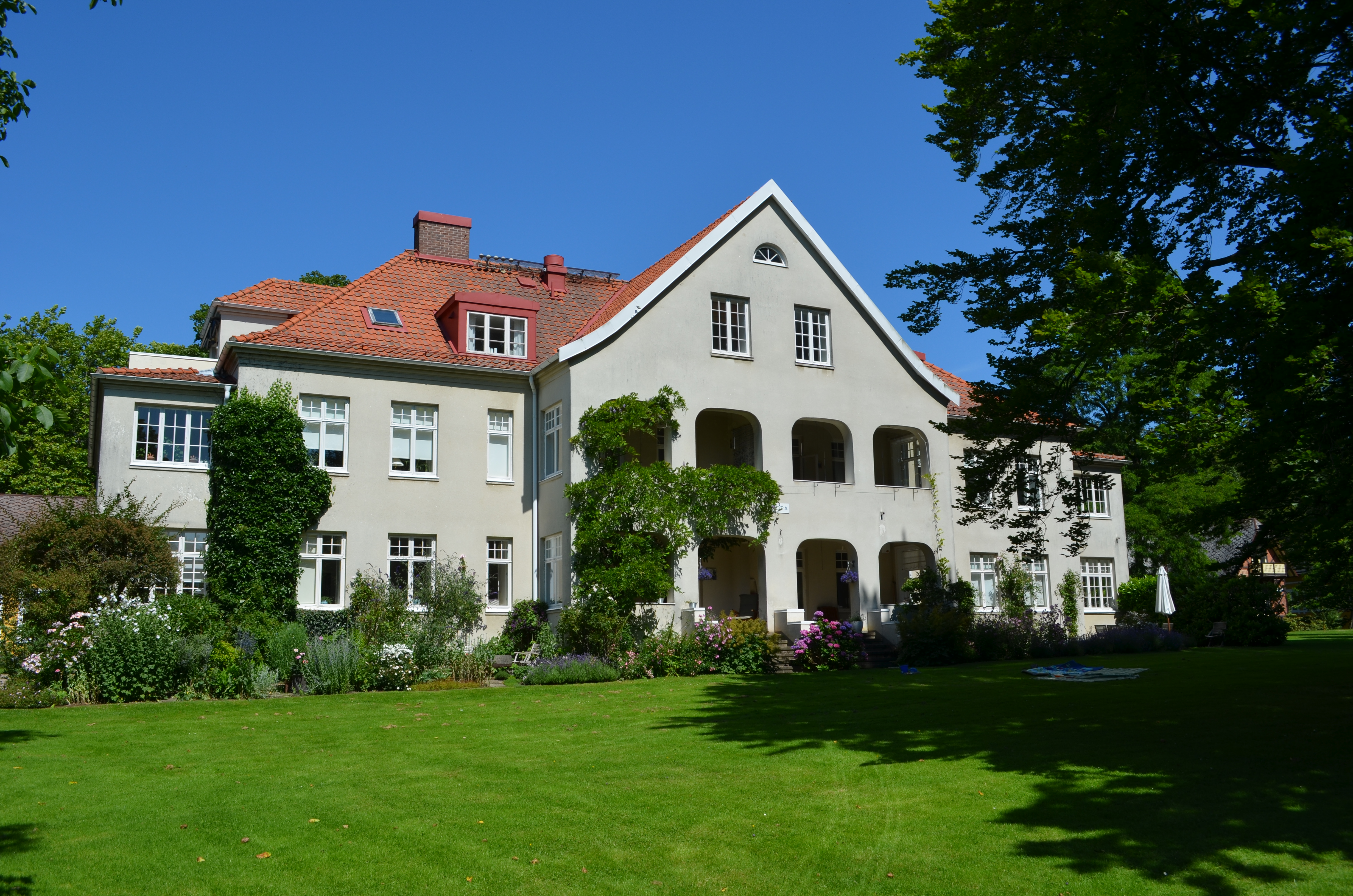
Villa Flora, Ramlösa hälsobrunn (1920).
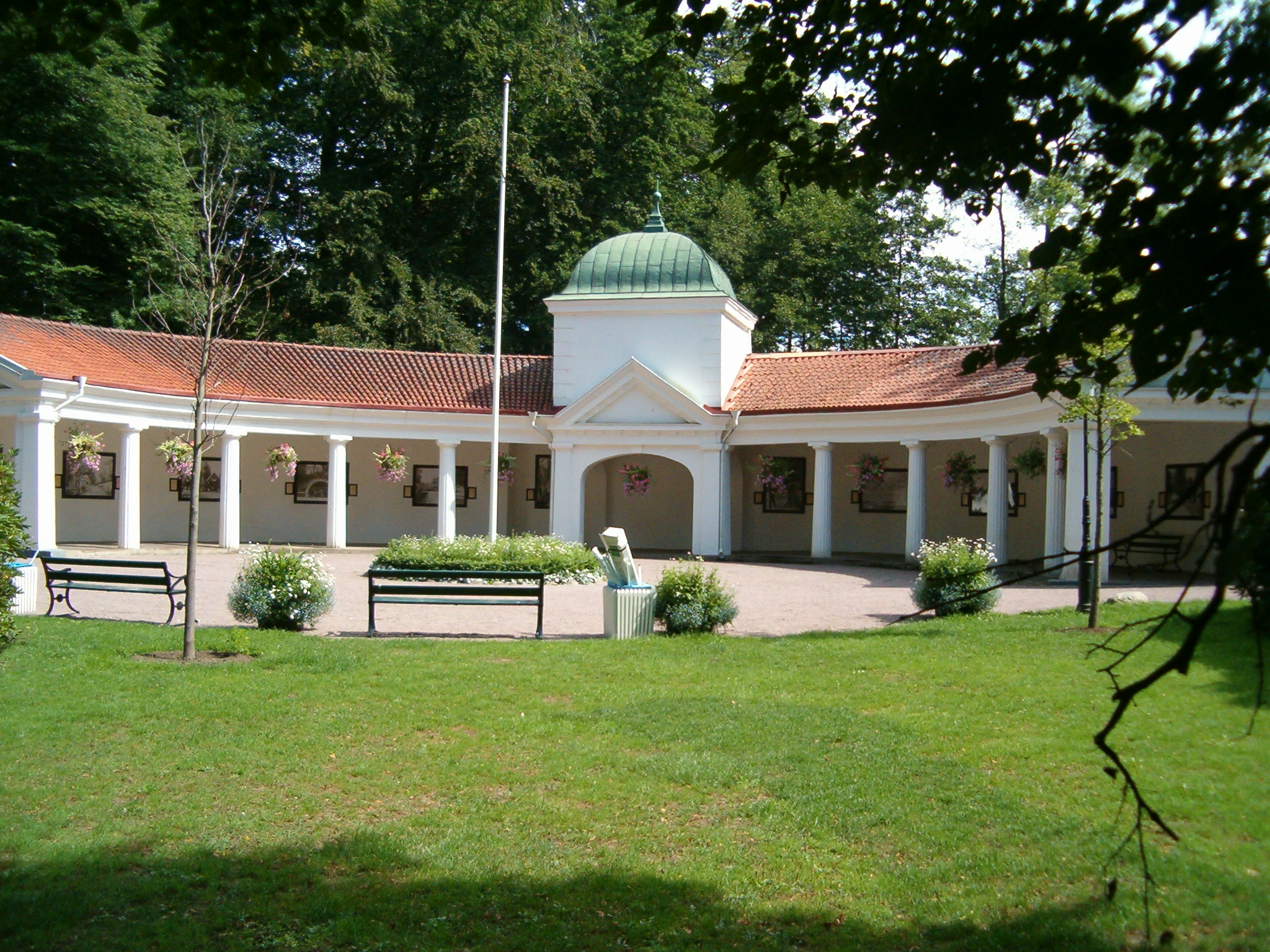
Vattenpaviljongen, Ramlösa hälsobrunn (1921).